# Jewel Staite
Jewel Staite, née le 2 juin 1982 à White Rock, au Canada, est une actrice canadienne. Ses rôles les plus connus incluent Catalina dans Space Cases (1996-1997), Kaylee Frye dans Firefly (2002) et le film dérivé Serenity, et Jennifer Keller dans Stargate Atlantis (2007-2009). Staite a aussi interprété Raquel Westbrook dans The L.A. Complex en 2012.

## Biographie
Jewel Staite est la plus jeune d'une famille de 7 enfants. Elle a des origines anglaises, irlandaises, canadiennes et iroquoises.
Elle est entrée à l'école de cinéma de Vancouver et a travaillé à l'école de Théâtre pour jeunes de Vancouver. En 1996, elle obtient le rôle principal de la série Disney Channel, Chahut au bahut. Elle sera nommée pour la Meilleure performance dans un programme ou une série pour enfants au Prix Gemini en 1998.
Elle joue le rôle de Kaylee Frye dans la série Firefly ainsi que dans le film de 2005, Serenity. Avant ça, on a pu la voir dans de nombreuses séries télévisées comme Chérie, j'ai rétréci les gosses, Coroner Da Vinci et L'Odyssée fantastique ou imaginaire dans les années 1990.
En 2007, elle obtient le rôle du Dr. Jennifer Keller dans la série Stargate Atlantis, le médecin de base après le décès de Carson Beckett (joué par Paul McGillion) dans la saison 3. Elle était déjà apparue sous les traits d'Ellia, une jeune Wraith, dans l'épisode 7 de la saison 2, Instinct.
En 2012, elle décroche le rôle de Raquel Westbrook dans la série The L.A. Complex puis dans 10 épisodes de la saison 3 de la série The Killing en 2013. On notera un clin d’œil à la série Firefly par le tatouage que porte son petit ami, Holder, dans The Killing, "Serenity", nom du vaisseau dont elle est la mécano.

## Vie privée
Elle s'est mariée à l'acteur canadien Matthew Kevin Anderson le 25 avril 2003 ; mais ils divorcent le 13 décembre 2011. Le 16 mai 2015, elle annonce ses fiançailles avec son petit ami, Charlie Ritchie.

## Filmographie

### Cinéma
- 1995 : Le Secret de Bear Mountain (Gold Diggers: The Secret of Bear mountain) : Samantha
- 1996 : Carpool (en) d'Arthur Hiller : Une actrice de soap opera
- 2002 : Cheats : Teddy Blue
- 2005 : Serenity : Kaylee Frye
- 2009 : The Forgotten Ones : Liz
- 2014 : She Who Must Burn : Margaret
- 2016 : How to Plan an Orgy in a Small Town de Jeremy Lalonde : Cassie Cranston

### Télévision
- 1991 : Posing: Inspired by Three Real Stories (Téléfilm) : Jennifer Lanahan
- 1992-1994 : L'Odyssée fantastique ou imaginaire (série télévisée) : Labella
- 1993 : Liar, Liar (Téléfilm) : Dorianna
- 1993 : The Only Way Out (Téléfilm) : Alexandra Carlisle
- 1994 : Fais-moi peur ! (série télévisée, saison 3 épisode 3) : Kelly
- 1994-1995 : Fais-moi peur ! (série télévisée, saison 4, épisode 12) : Cody
- 1995 : X-Files (série TV, saison 3, épisode 8 Souvenir d'oubliette) : Amy Jacobs
- 1996 : Space Cases (série télévisée) : Catalina
- 1996 : Prisoner of Zenda, Inc (Téléfilm) : Theresa
- 1996 - 1997 : Chahut au bahut (Flash Forward) (série télévisée) : Rebecca 'Becca' Fisher
- 1997-2000 : Chérie, j'ai rétréci les gosses (série télévisée) : Tiara
- 1998-2001 : Coroner Da Vinci (Da Vinci's Inquiest) (série télévisée) : Gabriella Da Vinci
- 1999 : Aux frontières de l'étrange (So Weird) (série télévisée, saison 2 épisode 3 : Siren) : Callie
- 1999 : Nothing Too Good for a Cowboy (série télévisée) : Sally
- 2000 : Cœurs rebelles (Higher Ground) (série télévisée, 22 épisodes) : Daisy Lipenowski
- 2001 : L'Immortelle (The Immortal) (série télévisée) : Danielle Jenkins
- 2001 : Sept jours pour agir (Seven Days) (série télévisée, saison 3 épisode 16) : Molly
- 2002 : Just Deal (série télévisée) : Laurel
- 2002 : Damaged Care (Téléfilm) : Bryanna 15 à 20 ans
- 2002 : Roughing It (Téléfilm) : Susan Oliva Clemens
- 2002 : Firefly (série télévisée) : Kaylee Frye
- 2003 : Dead Like Me (série télévisée) : Une gothique
- 2004 : Huff (série télévisée) : Carolyn
- 2004 : Wonderfalls (série télévisée) : Heidi Gotts
- 2004 : Cold Squad, brigade spéciale (série télévisée) : Thora Andrews
- 2005 : Fatale séduction (Widow on the Hill) (Téléfilm) : Jenny Cavanaugh
- 2005 : Stargate Atlantis (série télévisée, saison 02 épisode 07) : Ellia (Wraith)
- 2007-2009 : Stargate Atlantis (série télévisée) : Dr. Jennifer Keller
- 2010 : Miracle à Manhattan  (Call Me Mrs. Miracle) (Téléfilm) : Holly Wilson
- 2011 : Warehouse 13 (série télévisée, saison 2 épisode 2) : Loretta
- 2011 : Supernatural (série télévisée) : Amy
- 2011 : Le Jugement dernier (téléfilm) : Brook Calvin
- 2012 : The L.A. Complex (série télévisée) : Raquel Westbrook
- 2013 : The Killing (Saison 3) : Caroline Swift
- 2013 : Une rencontre pour Noël : Jenna
- 2015 : D'amour et de glace (40 Below and Falling) : Kate Carter
- 2016 : Legends of Tomorrow (série télévisée, Saison 1 épisode 10) : Rachel Turner
- 2016 : Castle (série télévisée, Saison 8 épisode 20 : Trop de bruit pour un meurtre) : Erin Cherloff
- 2017 : Blindspot : Kiva Garen
- 2017 : Que s'est-il passé cette nuit-là?  (téléfilm) : Stella Williams
- 2018 : The good doctor (série télévisée, saison 2 épisode 06) : la mère d'une adolescente
- 2019 : The Order (série télévisée, saison 1 épisodes 5 & 6 : Retour aux sources 1ère et 2ème partie) : Renee Marand
- 2021 : Family Law (série télévisée) : Abigail Bianchi
- 2022 : Code Quantum (série télévisée) : Naomi Harvey

## Doublage francophone
| - Laura Blanc dans : - Stargate Atlantis (série télévisée) - Miracle à Manhattan (téléfilm) - Le Jugement dernier (téléfilm) - The Killing (série télévisée) - Céline Mauge dans : - Firefly (série télévisée) - Serenity : l'ultime rébellion | et aussi - Laura Préjean dans Cœurs rebelles (série télévisée) - Pamela Ravassard dans Une rencontre pour Noël (en)(téléfilm) - Monika Lawinska dans The L.A. Complex (série télévisée) - Laetitia Lefebvre dans The Listener (série télévisée) - Fily Keita dans Supernatural (série télévisée) |